# Nyomd el!
A Nyomd el! (Butt Out) a South Park című amerikai animációs sorozat 109. része (a 7. évad 13. epizódja). Elsőként 2003. december 3-án sugározták az Egyesült Államokban. A cselekmény szerint a főszereplő gyerekeket dohányzáson kapják, de ők a büntetés elkerülése végett a dohánygyárakra terelik a figyelmet. Hazugságuk miatt azonban hamarosan számos bonyodalommal kell szembenézniük.
Rob Reiner amerikai filmrendezőt és antidohányos aktivistát számtalanszor kifigurázzák a történet során. Az epizód a dohányzás kérdéskörében az egyéni felelősség elfogadását hangsúlyozza, nem pedig a dohánygyárakat és az egyéb külső erőket (pl. média) vádolja. Ironikus módon a cselekmény során a dohánygyár dolgozóit józan gondolkodású, kellemes embereknek mutatják be, míg az antidohányosokat visszataszítónak és elitistának ábrázolják.
A cselekmény kigúnyolja az egyes South Park-epizódok szokásos felépítését is. A főszereplő gyerekek bajba sodorják magukat, ezért vitát gerjesztenek a városlakók és egy nemzetközi érdekeltségű csoport (jelen esetben az antidohányosok) között, hogy a büntetést elkerülhessék. Végül ebből a konfliktusból levonják a tanulságot.

## Cselekmény
Egy túlbuzgó antidohányos tánccsapat iskolai előadása után a főszereplő fiúk kipróbálják a dohányzást. Amikor Mr. Mackey rajtakapja őket, az iskola mellett álló konténerbe dobják a még égő csikkeket, ezzel tüzet okozva és porig égetve az iskola épületét. A szülők nagyon dühösek lesznek rájuk (nem a tűz, hanem a dohányzás ténye miatt), majd Mrs. Broflovski kifejti, hogy szerinte mindenről a dohánygyárak tehetnek, melyek agymosást hajtanak végre gyermekeiken. A fiúk ezzel hevesen egyetértenek és a dohánygyár ellen uszítják szüleiket, hogy megússzák a büntetést. Kyle Broflovski azonban tart attól, hogy az események hamarosan ellenőrizhetetlenné válnak – csakúgy, mint számos korábbi epizódban – de barátai inkább a szobafogság elkerülését szorgalmazzák.
A South Park-iak meghívják városukba Rob Reiner amerikai filmrendezőt és dohányzás elleni aktivistát, hogy fellépjen a gyermekeket manipuláló dohánygyárak ellen. Reiner annak ellenére, hogy agresszíven küzd a dohányzás ellen és szerinte az emberek nem becsülik meg eléggé az egészségüket, folyamatosan hatalmas mennyiségű gyorséttermi ételt eszik és súlyosan elhízott. A fiúk közül egyedül Eric Cartman tartja rokonszenvesnek a férfit, mivel hamar kiderül, hogy az tisztességtelen eszközökkel akar fellépni a dohányzás és a szerinte tisztességtelen dohánygyárak ellen.
Rob Reiner – nőnek álcázva magát – üzemlátogatásra viszi a gyerekeket a közeli dohánygyárba, hogy lefotózza őket, majd a fényképet utólag manipulálva (a kezükbe cigarettát helyezve) koholt vádakkal megtámadhassa a gyárat. A dohánygyári munkások viszont barátságosnak és vidámnak tűnnek, akik tökéletesen tisztában vannak a dohányzás veszélyeivel, de szerintük mindenkinek joga van eldönteni, vállalja-e ezt a kockázatot. Ezzel szemben Reiner antidohányos csapata gyanús külsejű őrültekből áll, akik a gyilkosságtól sem rettennek vissza. Miután Cartman egy reklámban eljátssza egy passzív dohányzás miatt haldokló fiú szerepét, a felvételt követően mérgezett süteménnyel akarják megölni. Cartman elmenekül és Stan Marshéktől kér segítséget, akik némi vonakodás után ebbe beleegyeznek.
Végül, ahogy Kyle megjósolta, a városiak a dohánygyár elé vonulnak tiltakozni. Amikor Rob Reiner felfedi nekik valódi terveit, mind ellene fordulnak. Cartman egy villával leszúrja Reinert, a fiúk pedig bevallják szüleiknek, hogy szabad akaratukból kezdtek dohányozni – így viszont nem kerülhetik el a büntetést.

## Fogadtatás
Brian C. Anderson újságíró szerint Trey Parker és Matt Stone a rész során „...tökéletesen megörökítette a liberális elit olimposzi méretű arroganciáját.” Anderson kiemelte azt a jelenetet, melyben Reiner egy bárban dohányzó és iszogató munkásba köt bele és abszurd módon azt javasolja neki, hogy a cigaretta helyett – hozzá hasonlóan – inkább egy drága üdülőhelyen pihenje ki a munka fáradalmait.
Amanda Kiser, a The Battalion munkatársa dicsérte az epizód elején szereplő antidohányos csoport előadásának ábrázolását. „Nézzék meg a South Park »Nyomd el!« című epizódját, ha nem voltak olyan szerencsések, hogy fiatal tizenévesként legyenek szemtanúi egy ilyen látványosságnak” – írja Kiser. Hozzáteszi, hogy a valóság talán nem ennyire képtelen, de még „…így is hihetetlen, émelyítő és zavarbaejtő”.
Amikor egy 2017-es Reddites rajongói interjúban Reinert az epizódbeli ábrázolásáról kérdezték, a rendező a következőt felelte: „viccesnek találtam, de ennyire azért nem vagyok kövér”.

## Popkulturális utalások
- A dohánygyárban énekelve dolgozó munkások utalás a Charlie és a csokigyár című filmre.[forrás?]